# Saint-Philbert-de-Bouaine
Pour les articles homonymes, voir Saint-Philbert.
Saint-Philbert-de-Bouaine est une commune française située dans le département de la Vendée, en région Pays de la Loire.

## Géographie
Le territoire municipal de Saint-Philbert-de-Bouaine s'étend sur 5 056 hectares. L'altitude moyenne de la commune est de 29 mètres, avec des niveaux fluctuant entre 7 et 55 mètres,.

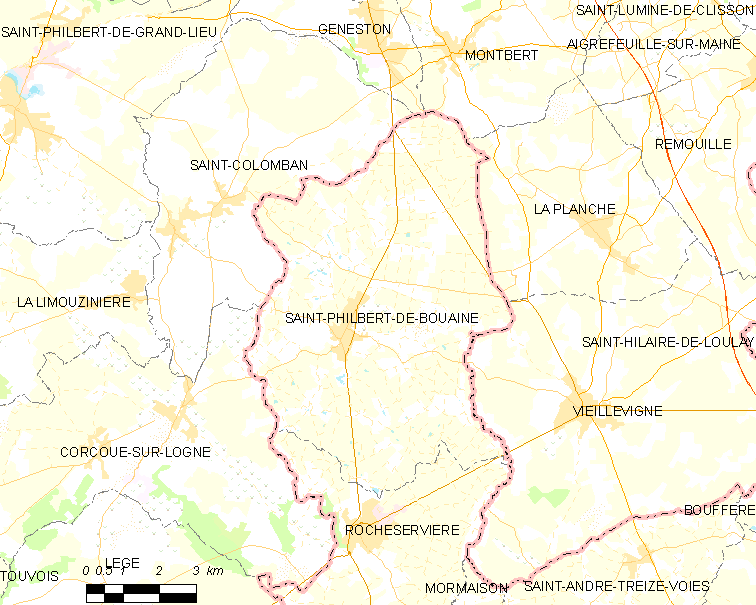
Carte de la commune de Saint-Philbert-de-Bouaine.

### Localisation
Les communes limitrophes de Saint-Philbert-de-Bouaine sont Geneston, Montbert, La Planche, Vieillevigne, Rocheservière, Corcoué-sur-Logne et Saint-Colomban.
|                                      | Geneston (Loire-Atlantique) | Montbert (Loire-Atlantique)     |
| Saint-Colomban (Loire-Atlantique)    | Saint-Philbert-de-Bouaine   | La Planche (Loire-Atlantique)   |
| Corcoué-sur-Logne (Loire-Atlantique) | Rocheservière               | Vieillevigne (Loire-Atlantique) |

Saint-Philbert-de-Bouaine occupe, par sa situation géographique, une place privilégiée sur l'une des routes menant de Nantes aux plages vendéennes. La commune est distante de 26 km du centre-ville de Nantes (dont c'est la commune vendéenne la plus proche en distance orthodromique), 38 km de La Roche-sur-Yon, 50 km de Saint-Hilaire-de-Riez et 50 km de Saint-Jean-de-Monts.
Elle s’étend sur un vaste territoire de plus de 5 000 ha et compte plus de 100 villages.[réf. nécessaire]
À l'ouest, au nord et à l'est, Saint-Philbert-de-Bouaine est entourée de communes dépendantes de la Loire-Atlantique : Corcoué-sur-Logne, Saint-Colomban, Geneston, Montbert, La Planche et Vieillevigne. Seule la commune de Rocheservière, située au sud, se trouve également dans la Vendée.
La commune est arrosée par l'Issoire, un affluent de la Boulogne qui marque la limite avec Saint-Colomban et Corcoué-sur-Logne. L'Issoire traverse le bourg après avoir formé la limite administrative avec la commune de Vieillevigne. Le point de confluence entre les deux rivières se trouve à 2,7 km, au nord-ouest du bourg de Saint-Philbert-de-Bouaine, niveau du hameau Champagné, dépendant de la commune de Saint-Colomban.

### Climat
Pour des articles plus généraux, voir Climat des Pays de la Loire et Climat de la Vendée.
En 2010, le climat de la commune est de type climat océanique franc, selon une étude du CNRS s'appuyant sur une série de données couvrant la période 1971-2000. En 2020, Météo-France publie une typologie des climats de la France métropolitaine dans laquelle la commune est exposée à un climat océanique et est dans la région climatique  Bretagne orientale et méridionale, Pays nantais, Vendée, caractérisée par une faible pluviométrie en été et une bonne insolation. 
Pour la période 1971-2000, la température annuelle moyenne est de 12 °C, avec une amplitude thermique annuelle de 13,6 °C. Le cumul annuel moyen de précipitations est de 801 mm, avec 12,1 jours de précipitations en janvier et 6,3 jours en juillet. Pour la période 1991-2020, la température moyenne annuelle observée sur la station météorologique de Météo-France la plus proche, sur la commune de Rocheservière à 5 km à vol d'oiseau, est de 12,4 °C et le cumul annuel moyen de précipitations est de 831,3 mm,. Pour l'avenir, les paramètres climatiques de la commune estimés pour 2050 selon différents scénarios d'émission de gaz à effet de serre sont consultables sur un site dédié publié par Météo-France en novembre 2022.

## Urbanisme

### Typologie
Au 1er janvier 2024, Saint-Philbert-de-Bouaine est catégorisée bourg rural, selon la nouvelle grille communale de densité à sept niveaux définie par l'Insee en 2022.
Elle appartient à l'unité urbaine de Saint-Philbert-de-Bouaine, une unité urbaine monocommunale constituant une ville isolée,. Par ailleurs la commune fait partie de l'aire d'attraction de Nantes, dont elle est une commune de la couronne,. Cette aire, qui regroupe 116 communes, est catégorisée dans les aires de 700 000 habitants ou plus (hors Paris),.

### Occupation des sols
L'occupation des sols de la commune, telle qu'elle ressort de la base de données européenne d’occupation biophysique des sols Corine Land Cover (CLC), est marquée par l'importance des territoires agricoles (96,3 % en 2018), en diminution par rapport à 1990 (97,5 %). La répartition détaillée en 2018 est la suivante : 
terres arables (63,5 %), zones agricoles hétérogènes (21,9 %), prairies (10,4 %), zones urbanisées (2,5 %), mines, décharges et chantiers (1,2 %), cultures permanentes (0,6 %). L'évolution de l’occupation des sols de la commune et de ses infrastructures peut être observée sur les différentes représentations cartographiques du territoire : la carte de Cassini (XVIIIe siècle), la carte d'état-major (1820-1866) et les cartes ou photos aériennes de l'IGN pour la période actuelle (1950 à aujourd'hui).

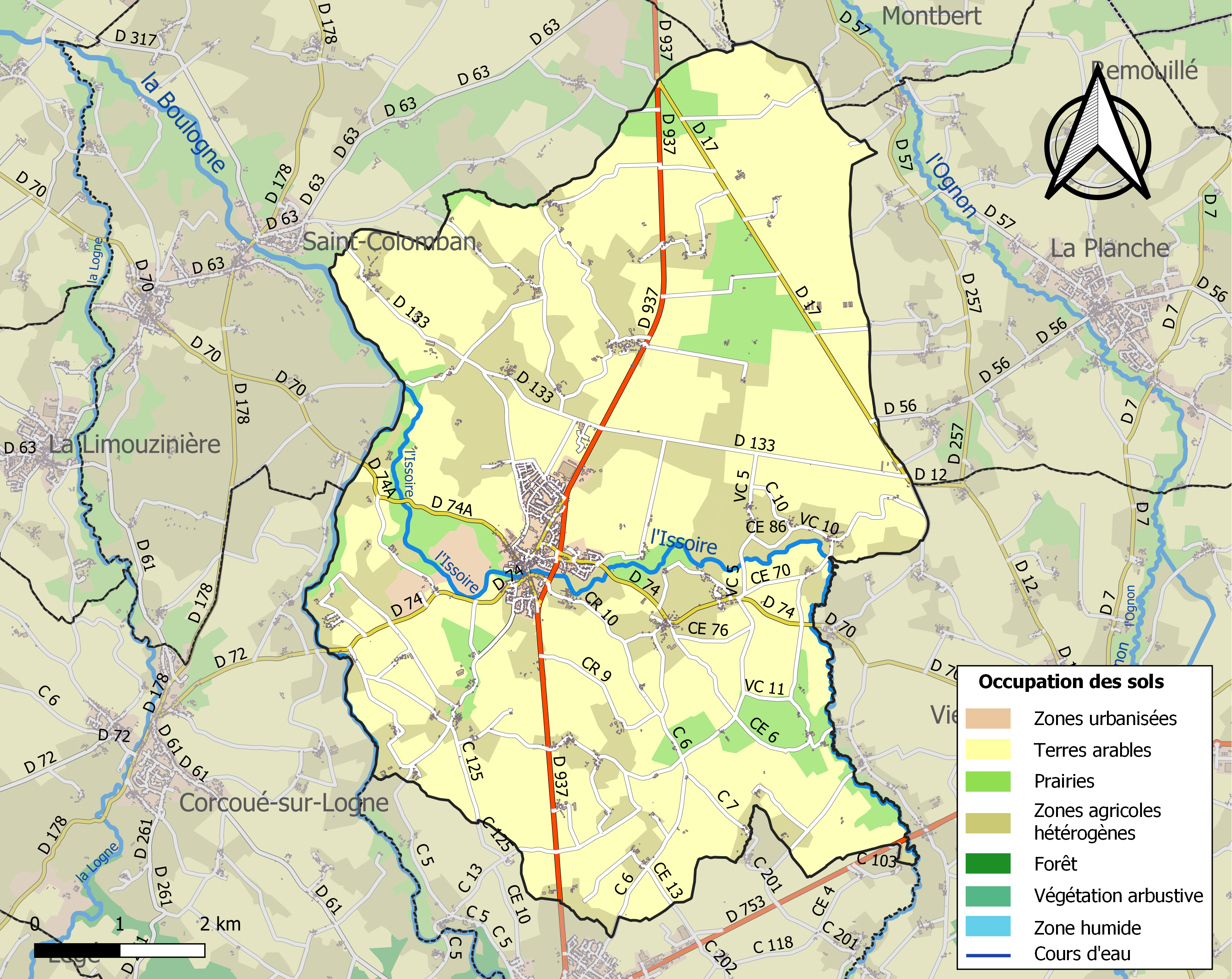
Carte des infrastructures et de l'occupation des sols de la commune en 2018 (CLC).

## Toponymie
Saint Philibert (ou Filibert), né en 617 ou 618 à Elusa, aujourd'hui Eauze dans le Gers et mort le 20 août 684 à Noirmoutier, est un moine et un abbé franc du VIIe siècle. Il a fondé le monastère de Jumièges en Seine-Maritime.

## Histoire
Il y a 50 millions d'années à l'époque Yprésienne (Éocène inférieur, début du Tertiaire), le paléo-fleuve Yprésis coulait au niveau des Landes.
Le territoire de l'ancienne paroisse de Saint-Philbert-de-Bouaine comprenait au nord-est une étendue de landes sans habitant, le nord-ouest, le centre et le sud étaient habités et divisés entre des maisons nobles, des métairies et des villages.
Le bourg a été établi au centre de cette zone sur les bords de l'Issoire.
En 1600, le bourg comptait une cinquantaine d’habitations soit environ 300 habitants.

## Emblèmes

### Héraldique
| Blason | Blasonnement : De gueules aux cinq tours donjonnées de trois tourelles d'or, ordonnées en sautoir, à la croix perronnée de trois degrés d'argent brochant sur le tout, au franc-quartier d'hermine. |

Ces armoiries font référence au duché de Bretagne et au comté de Poitiers.

### Logo

Le logotype de la commune.

Le logo de Saint-Philbert-de-Bouaine représente une pierre grise symbole de l'éclogite, présente dans la commune.
Il y a aussi les couleurs :
- bleue, pour les cours d'eau de la Boulogne et de l'Issoire ;
- rouge, pour l'industrie ;
- verte, pour l'agriculture ;
- jaune, pour la lumière ;
- et blanche, du pays.

L'arc-en-ciel propulse le B de Bouaine dans un espace d'activité.

### Devise
La devise de Saint-Philbert-de-Bouaine : Renaissance et confiance.

## Économie
- Siège social de Comera et de cuisines design industrie (cuisines Arthur Bonnet).
- Siège social de Tronico.

## Politique et administration

### Liste des maires
| Période                                  | Période      | Identité          | Étiquette | Qualité                                                                                     |
| ---------------------------------------- | ------------ | ----------------- | --------- | ------------------------------------------------------------------------------------------- |
| 1900                                     | 1923         | Auguste Hilléreau |           | Propriétaire                                                                                |
| 1923                                     | octobre 1947 | André Vignaud     |           | Expert-géomètre                                                                             |
| octobre 1947                             | mars 1971    | Bernard Hastings  |           |                                                                                             |
| mars 1971                                | mars 1989    | Eugène Gaborieau  |           |                                                                                             |
| mars 1989                                | mars 2001    | Paul Pichaud      |           | Ancien secrétaire de mairie                                                                 |
| mars 2001                                | mars 2014    | Charles Baty      | DVD       | Professeur des écoles Réélu en 2008                                                         |
| mars 2014                                | en cours     | Francis Breton    | DVD       | Comptable 12e vice-président de Terres-de-Montaigu (2017 → ) Réélu pour le mandat 2020-2026 |
| Les données manquantes sont à compléter. |              |                   |           |                                                                                             |

## Population et société

### Démographie

#### Évolution démographique
En juin 2014, la commune comptait 3324 habitant et elle était la première commune du canton de Rocheservière dépassant le chef-lieu du canton, Rocheservière
Cette augmentation est due à la proximité de Nantes, dont cette commune de Vendée est la plus proche.
L'évolution du nombre d'habitants est connue à travers les recensements de la population effectués dans la commune depuis 1800. Pour les communes de moins de 10 000 habitants, une enquête de recensement portant sur toute la population est réalisée tous les cinq ans, les populations de référence des années intermédiaires étant quant à elles estimées par interpolation ou extrapolation. Pour la commune, le premier recensement exhaustif entrant dans le cadre du nouveau dispositif a été réalisé en 2008.

En 2022, la commune comptait 3 622 habitants, en évolution de +7,32 % par rapport à 2016 (Vendée : +5,33 %, France hors Mayotte : +2,11 %).
| 1800  | 1806  | 1821  | 1831  | 1836  | 1841  | 1846  | 1851  | 1856  |
| ----- | ----- | ----- | ----- | ----- | ----- | ----- | ----- | ----- |
| 1 012 | 1 548 | 1 680 | 1 698 | 1 818 | 1 880 | 1 903 | 1 950 | 2 000 |

| 1861  | 1866  | 1872  | 1876  | 1881  | 1886  | 1891  | 1896  | 1901  |
| ----- | ----- | ----- | ----- | ----- | ----- | ----- | ----- | ----- |
| 2 078 | 2 088 | 2 129 | 2 167 | 2 172 | 2 174 | 2 278 | 2 323 | 2 271 |

| 1906  | 1911  | 1921  | 1926  | 1931  | 1936  | 1946  | 1954  | 1962  |
| ----- | ----- | ----- | ----- | ----- | ----- | ----- | ----- | ----- |
| 2 205 | 2 181 | 1 821 | 1 784 | 1 730 | 1 741 | 1 700 | 1 687 | 1 771 |

| 1968  | 1975  | 1982  | 1990  | 1999  | 2006  | 2008  | 2013  | 2018  |
| ----- | ----- | ----- | ----- | ----- | ----- | ----- | ----- | ----- |
| 1 810 | 1 918 | 2 032 | 2 105 | 2 255 | 2 556 | 2 641 | 3 228 | 3 472 |

| 2022  | - | - | - | - | - | - | - | - |
| ----- | - | - | - | - | - | - | - | - |
| 3 622 | - | - | - | - | - | - | - | - |

#### Pyramide des âges
En 2018, le taux de personnes d'un âge inférieur à 30 ans s'élève à 40,0 %, soit au-dessus de la moyenne départementale (31,6 %). À l'inverse, le taux de personnes d'âge supérieur à 60 ans est de 18,2 % la même année, alors qu'il est de 31,0 % au niveau départemental.
En 2018, la commune comptait 1 747 hommes pour 1 725 femmes, soit un taux de 50,32 % d'hommes, légèrement supérieur au taux départemental (48,84 %).
Les pyramides des âges de la commune et du département s'établissent comme suit.
| Hommes | Classe d’âge | Femmes |
| ------ | ------------ | ------ |
| 0,2    | 90 ou +      | 1,4    |
| 4,0    | 75-89 ans    | 5,9    |
| 12,4   | 60-74 ans    | 12,4   |
| 19,2   | 45-59 ans    | 17,6   |
| 23,3   | 30-44 ans    | 23,6   |
| 15,0   | 15-29 ans    | 14,8   |
| 25,9   | 0-14 ans     | 24,3   |

| Hommes | Classe d’âge | Femmes |
| ------ | ------------ | ------ |
| 0,8    | 90 ou +      | 2,2    |
| 8,7    | 75-89 ans    | 11,1   |
| 20,3   | 60-74 ans    | 21,3   |
| 20     | 45-59 ans    | 19,4   |
| 17,5   | 30-44 ans    | 16,8   |
| 15     | 15-29 ans    | 13,2   |
| 17,7   | 0-14 ans     | 16,1   |

## Lieux et monuments
- L'église Saint-Philbert, construite au XIIe siècle.
- La réplique de la grotte de Lourdes

## Vie culturelle
- Le festival Au phil du son se passe au stade de Saint-Philbert-de-Bouaine.

## Météorologie
- [réf. nécessaire]

## Pour approfondir